# École de rang

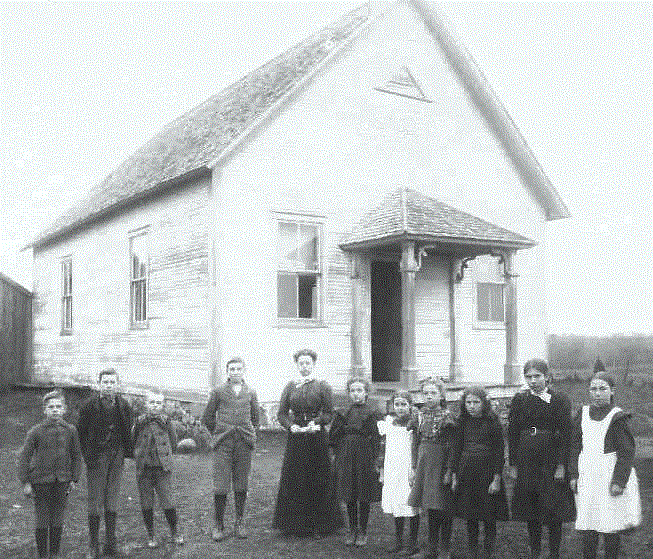
École de rang de la région de Granby (début XXe siècle).

Une école de rang est un type d'école en milieu rural qui fut utilisé à la fin du XIXe et au début du XXe siècle dans divers pays tels le Canada, les États-Unis, la Nouvelle-Zélande, l'Australie, le Royaume-Uni et l'Irlande, afin d'y donner un enseignement primaire à des élèves de tous âges.

## Québec

### Terminologie
L'expression école de rang fait référence au sens du mot rang dans le vocabulaire cadastral du Québec. Un rang est « un ensemble de lots rectangulaires ». Ces écoles étaient à classe unique.

### Historique
Au début de la Nouvelle-France, Marguerite Bourgeoys, ses compagnes et le curé de paroisse, dispensaient les rudiments de l'instruction et de l'éducation aux enfants des habitants.
C'est après l'adoption en 1829 de l'Acte pour l'encouragement de l'éducation populaire que les écoles de rang surgissent ici et là en milieu rural. Les habitants convertissent certaines maisons en école, à un endroit qui peut accueillir jusqu'à une trentaine d'enfants d'âge scolaire. Il y a eu environ 5000 écoles de rang à la grandeur du Québec aux 19e et 20e siècles, certaines comme la Maison d'école du rang Cinq-Chicots ont été restaurées et sont devenues des musées.
Pendant plus de 130 ans, les écoles de rang, de la première à la neuvième année, ont permis aux enfants de la campagne d'obtenir les connaissances de base en français, en arithmétique, en histoire et géographie, sans oublier la religion, la bienséance, le dessin et le chant.

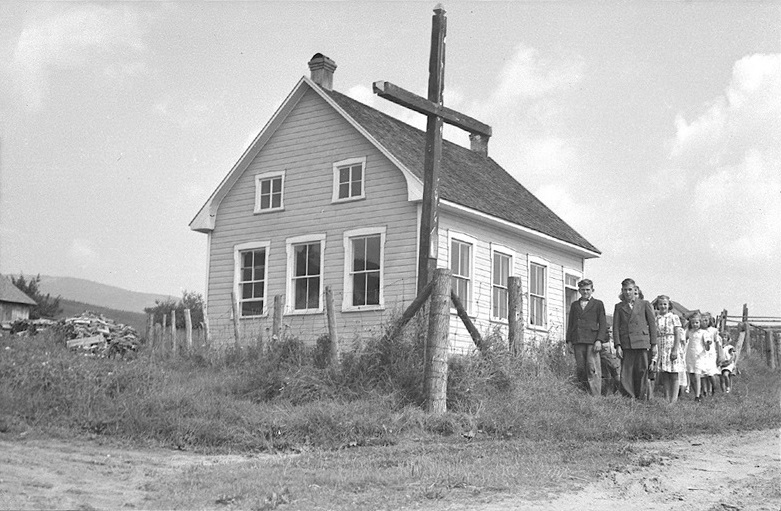
École à Saint-Fidèle, 1942
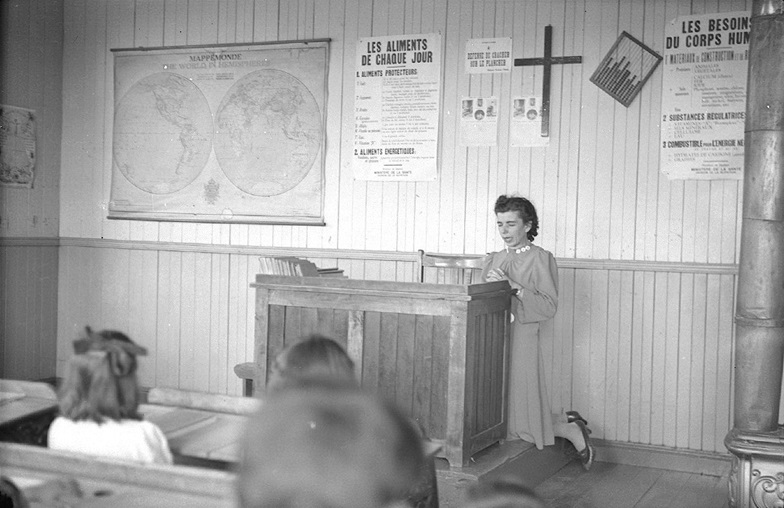
Intérieur
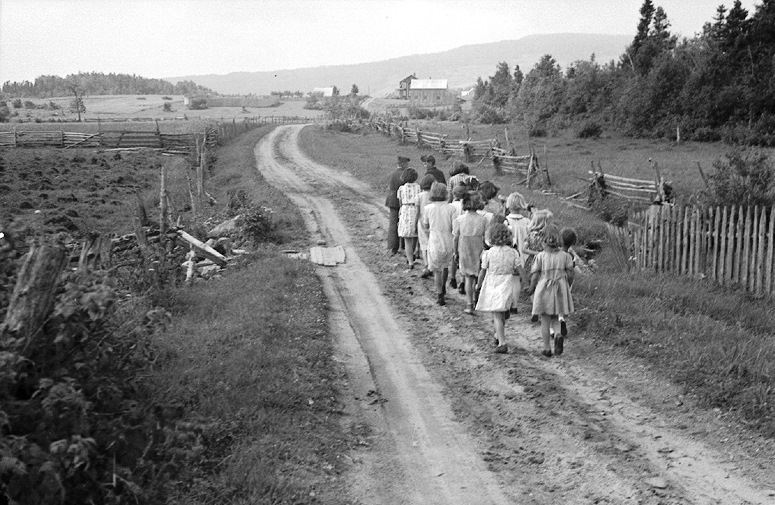
Retour de l'école

D'apparence très modeste, l'école de rang était généralement construite en bois, éclairée de plusieurs fenêtres. Un hangar à bois, un tambour qui sert de vestiaire, des latrines sont attenants à l'école. Sur le faîte de la toiture, un clocheton lui donne un cachet spécial. La cloche, par ses tintements, annonce le commencement des cours. La salle de classe se trouvait au rez-de-chaussée. L'étage supérieur était réservé à l'institutrice et comprenait généralement deux pièces : la cuisine et la chambre à coucher.
Un long tableau noir couvrait une partie du mur en avant de la classe au pied duquel étaient installés, sur une tribune, le bureau et la chaise de l'institutrice. Trois rangées de quatre pupitres à deux places étaient fixées au plancher, à partir du milieu jusqu'au fond de la classe.
Le local était muni d'un poêle en fonte à deux ponts qui réchauffait le local durant l'hiver.
Dans la majorité des écoles de rang, l'enseignement était dispensé par une institutrice. Les institutrices étaient payées moitié moins que leurs collègues masculins. En 1900, le salaire d'une maîtresse d'école s'élevait à 105 dollars par année, alors qu’un instituteur était payé 220 dollars. Les  commissions scolaires profitent de cet état de fait pour nommer un personnel majoritairement féminin, « moins onéreux et plus maniable à leur dire ».  Les parents lui donnaient toute leur confiance, car, après le curé, le maire et les commissaires d'école, l'institutrice était la personne la plus respectée de la paroisse.
C'est au milieu des années 1940, au Québec, que s'est faite la réforme du système scolaire. La création du  Ministère du Bien-être social et de la Jeunesse fait construire des écoles centrales dans les villages. Les écoles de rang disparaissent peu à peu. Il en reste environ 500 en 1960 et seront devenues désuètes après la création du Ministère de l'Éducation en 1964. Plusieurs d'entre elles sont démolies ou modifiées en habitations familiales, d'autres, telles que l'École du rang II d'Authier en Abitibi-Témiscamingue, se sont transformées en musées évoquant une institution qui a marqué durant plusieurs décennies l'histoire du Québec.  
Aujourd'hui, une seule école de rang a conservé sa vocation originale. Il s'agit de l'école anglophone Soulanges Elementary, à l'intersection des chemins de la Grande-Côte et Saint-Georges dans la municipalité de Saint-Télesphore. L'école fait partie de la Commission scolaire Lester-B.-Pearson.